# 우웨이시
우웨이(무위, 중국어: 武威, 병음: Wǔwēi)는 중화인민공화국 간쑤성 중부에 위치하는 지급시이다.
여기의 레이타이 지구(雷台地区)에는 뢰대한묘(雷台漢墓)라고 하는 후한 때 장장군 일족의 묘가 있다. 이것은 고대 아래에 묘실이 있어, 그 중에는 많은 동으로 만든 동거마와 동분마도 출토되었다. 현재 뢰대에는 뇌신을 모시는 도관(도교의 사원)이 있다. 그 이외에도 원대의 티베트의 수령과 원나라 왕조 중앙의 회맹의 장소였던 백탑사가 있다. 풍부한 역사적 유산으로 1985년에는 중국역사문화명성으로 지정되어 있다.

## 역사
우웨이시는 고대 서강(西羌)의 땅이며, 「우공」에 의해 구주의 중간인 옹주(雍州)( 후의 양주)에 속했다. 한나라 때가 되면서 무제의 서역 개발의 결과, 「무제의 위엄이 하서에 도달」(武帝之威河西到達)이라는 글에서 무위군이 설치되어 장액군, 주천군, 돈황군과 연결하여 하서사군(河西四郡)이라고 칭해졌다. 후에 양주, 고장 등 이라고 칭해져 지방 행정의 중심이 되었다.
십육국시대가 되면서 전량, 후량, 남량, 북량의 각 왕조의 도성이 세워져 남북조 시대에 급속한 발전을 보였다.
원나라 때는 감숙행성(후의 감숙성)에 속해 현재의 행정조직의 기초가 완성되었다. 중화민국이 성립해 현 제도가 시행되면서, 우웨이현이라고 개칭되었고, 1984년 시로 승격하였다.

## 지리
북쪽으로 내몽골 자치구, 남서쪽으로 칭하이성과 접한다. 중국 서부의 세 개의 성도 란저우, 시닝, 인촨의 중앙에 위치해있어 지역의 업무와 교통의 중요한 축이다. 하서회랑을 따라 위치해 있어서 중원에서 서역과 중앙아시아로 가는 유일한 통로였으며 많은 철도와 국도가 우웨이를 통과한다.
우웨이의 지리는 세 개의 고원(황투고원, 티베트고원, 몽골고원)이 우뚝 솟아있다. 고도는 일반적으로 남쪽은 높고 북쪽은 낮으며 해발고도의 범위는 1,020~4,874m이다. 연평균 기온은 7.8 °C이다. 기후는 건조 혹은 반건조하며 연평균 강수량은 60~610mm이다. 증발량은 1,400~3,000mm로 매년 물이 순손실된다. 연일조시간은 2,200~3,000시간이고 무상일수는 85~165일이다.
우웨이의 인접한 곳에는 흑연, 철, 티타늄, 석회석이 매장되어있다.

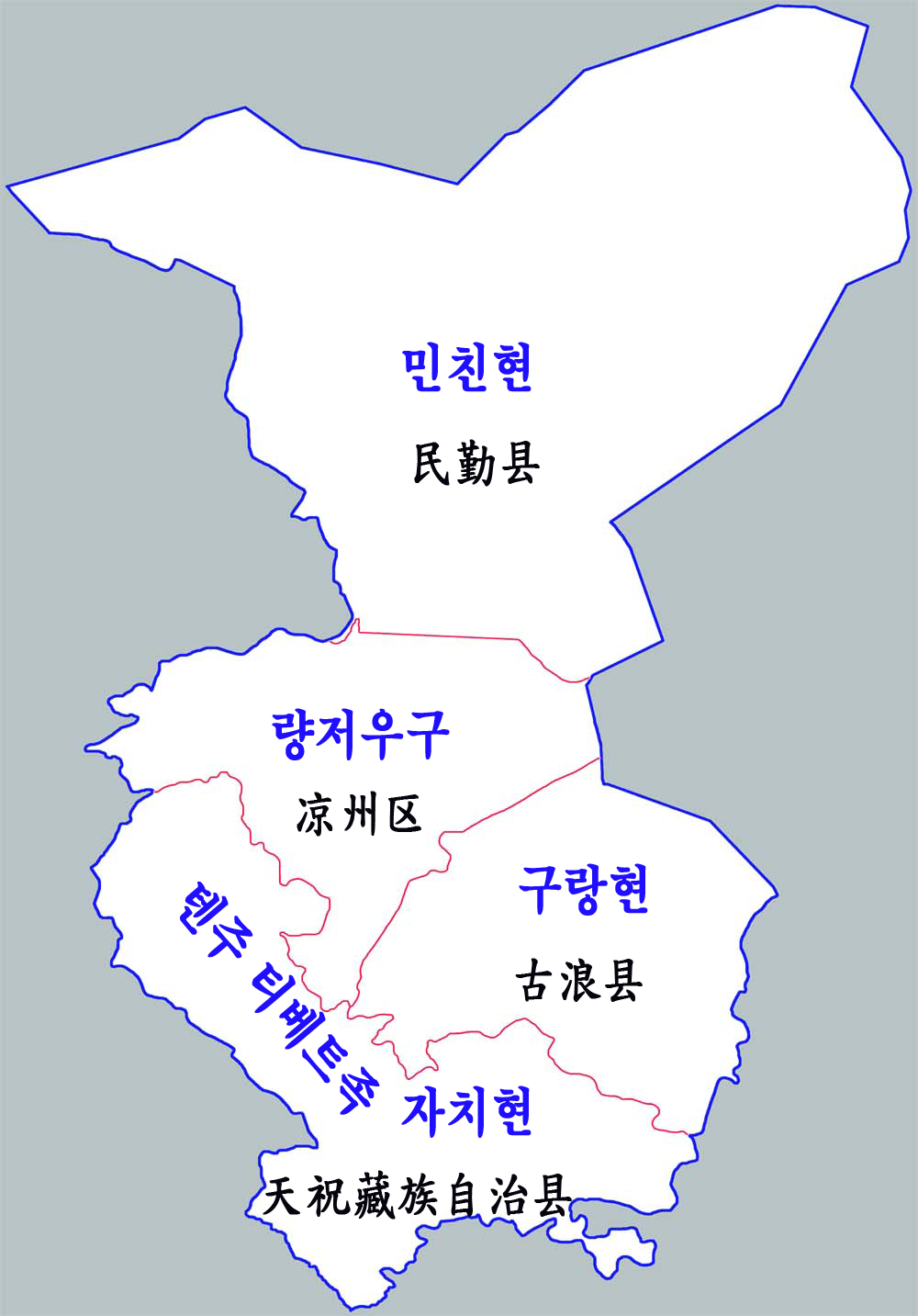
우웨이시 현급 행정구역도

| 우웨이시의 기후                                               | 우웨이시의 기후 | 우웨이시의 기후 | 우웨이시의 기후 | 우웨이시의 기후 | 우웨이시의 기후 | 우웨이시의 기후 | 우웨이시의 기후 | 우웨이시의 기후 | 우웨이시의 기후 | 우웨이시의 기후 | 우웨이시의 기후 | 우웨이시의 기후 | 우웨이시의 기후 |
| 월                                                            | 1월             | 2월             | 3월             | 4월             | 5월             | 6월             | 7월             | 8월             | 9월             | 10월            | 11월            | 12월            | 연간            |
| ------------------------------------------------------------- | --------------- | --------------- | --------------- | --------------- | --------------- | --------------- | --------------- | --------------- | --------------- | --------------- | --------------- | --------------- | --------------- |
| 역대 최고 기온 °C (°F)                                        | 15.5 (59.9)     | 22.3 (72.1)     | 28.1 (82.6)     | 32.7 (90.9)     | 34.2 (93.6)     | 35.0 (95.0)     | 40.8 (105.4)    | 37.3 (99.1)     | 34.9 (94.8)     | 27.8 (82.0)     | 22.8 (73.0)     | 17.9 (64.2)     | 40.8 (105.4)    |
| 일평균 최고 기온 °C (°F)                                      | 0.1 (32.2)      | 4.8 (40.6)      | 11.4 (52.5)     | 18.8 (65.8)     | 23.6 (74.5)     | 27.8 (82.0)     | 29.8 (85.6)     | 28.1 (82.6)     | 22.9 (73.2)     | 16.6 (61.9)     | 9.0 (48.2)      | 1.9 (35.4)      | 16.2 (61.2)     |
| 일일 평균 기온 °C (°F)                                        | −7.2 (19.0)     | −2.7 (27.1)     | 4.1 (39.4)      | 11.6 (52.9)     | 16.7 (62.1)     | 21.0 (69.8)     | 22.8 (73.0)     | 21.1 (70.0)     | 15.8 (60.4)     | 8.9 (48.0)      | 1.3 (34.3)      | −5.4 (22.3)     | 9.0 (48.2)      |
| 일평균 최저 기온 °C (°F)                                      | −13.3 (8.1)     | −8.9 (16.0)     | −2.2 (28.0)     | 4.4 (39.9)      | 9.3 (48.7)      | 13.5 (56.3)     | 15.7 (60.3)     | 14.7 (58.5)     | 9.9 (49.8)      | 2.7 (36.9)      | −4.7 (23.5)     | −10.9 (12.4)    | 2.5 (36.5)      |
| 역대 최저 기온 °C (°F)                                        | −25.3 (−13.5)   | −25.0 (−13.0)   | −19.3 (−2.7)    | −7.7 (18.1)     | −3.0 (26.6)     | 2.8 (37.0)      | 7.2 (45.0)      | 4.3 (39.7)      | −0.8 (30.6)     | −14.4 (6.1)     | −22.7 (−8.9)    | −32.0 (−25.6)   | −32.0 (−25.6)   |
| 평균 강수량 mm (인치)                                         | 2.2 (0.09)      | 2.1 (0.08)      | 5.7 (0.22)      | 9.8 (0.39)      | 18.0 (0.71)     | 22.5 (0.89)     | 34.7 (1.37)     | 41.1 (1.62)     | 29.1 (1.15)     | 10 (0.4)        | 3.0 (0.12)      | 1.8 (0.07)      | 180 (7.11)      |
| 평균 강수일수 (≥ 0.1 mm)                                      | 2.9             | 2.3             | 3.4             | 3.8             | 6.2             | 6.6             | 8.2             | 9.8             | 8.1             | 4.6             | 2.4             | 1.9             | 60.2            |
| 평균 강설일수                                                 | 4.5             | 4.1             | 4.5             | 1.6             | 0.3             | 0               | 0               | 0               | 0               | 1.7             | 3.4             | 3.6             | 23.7            |
| 평균 상대 습도 (%)                                            | 50              | 44              | 40              | 36              | 41              | 47              | 54              | 58              | 61              | 55              | 53              | 54              | 49              |
| 평균 월간 일조시간                                            | 224.4           | 223.0           | 247.1           | 253.1           | 276.5           | 268.6           | 264.4           | 248.6           | 214.8           | 237.9           | 231.0           | 224.5           | 2,913.9         |
| 가능 일조율                                                   | 73              | 73              | 66              | 64              | 63              | 61              | 59              | 60              | 59              | 70              | 77              | 76              | 67              |
| 출처: 중국기상국 (평년값: 1991년~2020년, 극값: 1971년~2010년) |                 |                 |                 |                 |                 |                 |                 |                 |                 |                 |                 |                 |                 |

## 행정구역
1개의 시할구, 2개의 현, 1개의 자치현을 관할한다.
시할구
- 량저우 구(涼州区)

현
- 민친 현(民勤县)
- 구랑 현(古浪县)

자치현
- 톈주 티베트족 자치현(天祝藏族自治县)

## 민족
인구는 1,930,200명이고 도시 인구는 509,600명이며 한족, 후이족, 몽골족, 투족, 티베트족을 포함한 38개 민족이 나타난다.

## 경제
지속되는 햇빛과 비옥한 토양은 농업을 우웨이의 가장 큰 산업 중 하나로 만들었다. 다른 중요한 산업들로 섬유, 야금, 건자재가 있다. 멜론, 야채, 포도주와 가축은 모두 주요한 농산품이며 유기 농업으로 사용되는 땅이 친환경 농업으로 사용되는 땅보다 많다.

## 교통
- 312번 국도

### 철도
- 우웨이 역
- 우웨이 남역

## 같이 보기
- 하서주랑